# Chacao (Venezuela)
Pour les articles homonymes, voir Chacao.
Chacao est le chef-lieu de la municipalité de Chacao dans l'État de Miranda au Venezuela. Il constitue un des quartiers de la capitale du pays, Caracas.